# Albert Muis
Albert Muis (Baarn, 22 oktober 1914 – Perpignan, 24 september 1988) was een Nederlands kunstenaar.

## Biografie
Muis werd geboren in Baarn in de provincie Utrecht in een gezin van protestante herkomst waarin hij de jongste van drie kinderen was en de enige jongen. Hij raakte geïnteresseerd door de schilderkunst en muziek rond de leeftijd van zeven jaar. Aangemoedigd door zijn vader, die hoofdaccountant van een gascentrale was, nam hij lessen in tekenen en muziek. Als tiener speelde hij in diverse kamermuziekorkesten en werd hij de eerste violist in een regionaal orkest.
Maar na het verlaten van de middelbare school in Hilversum werd Muis onweerstaanbaar aangetrokken tot de schilderkunst, waardoor hij de muziek achter zich liet liggen. In 1931 werd hij toegelaten tot een nijverheidsschool in Amsterdam. Daarna werd hij in juli 1934 aangenomen op de Academie van Schone Kunsten in Amsterdam. Hij studeerde tekenen en schilderen tot in 1935.
1935 was ook het jaar van zijn eerste reis naar Frankrijk. Hij kwam terug overweldigd door de uitgestrektheid van de Bretonse landschappen. Eind 1935 verhuisde hij naar Amsterdam, volgde cursussen Monumentale Schilderkunst onder leiding van professor Campendonk en specialiseerde zich onder andere in de technieken van het muurschilderen (1935-1938).
In 1937 maakte hij een lange reis naar Italië. Hij bezocht Florence, Venetië en Pompeii en raakte gepassioneerd door het werk van Giotto. Terug in Nederland voltooide hij zijn eerste muurschildering, in opdracht van de overheid voor het Nederlands Paviljoen op de Wereldtentoonstelling in Parijs. In 1939 werkte hij samen met de architect W. van Tijen voor het Luchtvaartlaboratorium van Amsterdam. Hij is ook erg vlijtig aan het werken op zijn ezel in zijn atelier op de Amstel 17 in Amsterdam. Hij maakte zijn eerste individuele tentoonstelling in Amsterdam (gouache, olieverf op hout) in de Galerie Robert in mei 1940. In juni 1942 nam hij deel aan een tentoonstelling van jonge avant-gardekunstenaars in Amsterdam, die door de nazi's streng werd veroordeeld.
Hij exposeerde in Groningen, in 1946 en in 1947 bij de Amsterdamse Galerie De Boer. In 1948 nam hij deel aan een groepstentoonstelling in Rotterdam en in hetzelfde jaar, kreeg hij de opdracht om drie fresco's uit te voeren in de hal van de Oosterbegraafplaats van de gemeente Amsterdam.
In 1949 nam hij deel aan de Biënnale van Venetië en had verscheidene tentoonstellingen in Amsterdam, Groningen en Rotterdam. Maar in de tussentijd verbleef Albert Muis geregeld in Frankrijk. Tijdens de zomer van 1946 ontdekte hij de Pyrénées-Orientales, in het bijzonder Port-Vendres en zijn omgeving. Hij keerde terug in dezelfde regio in het voorjaar van 1948 en, verblind door het licht en de kleuren van de Middellandse Zee, besloot hij zich blijvend te vestigen in Port-Vendres. Aanvankelijk in moeilijke omstandigheden gehuisvest, vestigde hij zich met zijn vrouw daarna in een klein geïsoleerd huis omringd door wijngaarden (de "Croix Blanche").
In 1952 kreeg hij de opdracht voor een wandschildering voor de aula Oosterbegraafplaats in Amsterdam: "Arcadia" een mediterraanachtige schildering (naar aanleiding van schetsen gemaakt in het Parc Vilmarest in Argelès-sur-Mer). In 1954 exposeerde hij in Amsterdam, Galerie de Boer en in Perpignan, Salle Arago. In 1955 exposeerde hij in Utrecht. In hetzelfde jaar kreeg hij de opdracht voor een muurschildering op de Universiteit van Groningen geheten de "Watervogels".
Het Stedelijk Museum in Amsterdam kocht een aantal van zijn werken aan, onder meer "Palm", een ontwerp voor het Rijksprentenkabinet, gouache, en "Stilleven met vissen" olieverf op doek. In 1956 ontving hij de eerste prijs van een schilderwedstrijd, georganiseerd door de K.N.S.M., voor het schilderij "Vertrek van de Mansour uit Port-Vendres."
In 1957 exposeerde hij in Parijs, Galerie Bassano en reisde ook naar Nederland om de opdracht voor de tentoonstelling, "Het Atoom" op Schiphol uit te voeren en realiseerde de wandschildering "De Vier Oerelementen".
1958 was opnieuw gekenmerkt door een verlengd verblijf in Nederland voor de voltooiing van twee muurschilderingen. De eerste, "Narcissus" in het Spinoza Lyceum in Amsterdam, en de tweede: “Thésée et le fil d'Ariane”, in opdracht van de School voor Maatschappelijk werk Karthuizersplantsoen in Amsterdam. Opgemerkt moet worden dat deze twee wandschilderingen werden gemaakt op basis van talloze schetsen die in het achterland van Roussillon, met name aan de rand van de rivier de Tech, in de buurt van Arles-sur-Tech werden gerealiseerd.
In 1959 werd door de stad Port-Vendres een expositie gewijd aan zijn werk in de tentoonstellingsruimte van het gemeentehuis. In 1960 exposeerde hij in de Galerie Barbizon in Parijs. In 1961 exposeerde hij in Atelier 45 in Perpignan, in 1962 in het Grand Café in Céret en in 1966 opnieuw in de Salle Arago in Perpignan. Zijn werkplaats, atelier de Mas Rossignol, gehuisvest in het oudste deel, werd ook een ontmoetingsplaats voor liefhebbers van kunst (vele privétentoonstellingen).
In 1967 ging hij naar Nederland voor een tentoonstelling van zijn werken in Laren (zaal Hamdorff). Gezien het succes van de onderneming, keerde hij terug in 1970 te Laren, expositie in het Singer Museum.
In 1970 waren zijn werken ook te bezichtigen in Florence (Italië) en het volgende jaar in de Galerie Vaccarino. Het Cultureel Centrum van Bellefontaine-Mirail in Toulouse presenteert zijn werk in 1972. Verder heeft Albert Muis een aantal schilderijen geëxposeerd op de “Salon des Indépendants” in Parijs in 1973 en 1974.
In 1974 exposeerde hij bij de "Club du Droit et de l'Économie" aan de Place des Invalides in Parijs. In 1975 exposeerde hij in Parijs, Galerie Degueux, Place Vendôme en Collioure, Galerie Profils. Hij keerde terug naar de Galerie Profils in 1976. In 1978 was er een tentoonstelling van zijn werken in het Singer Museum in Laren. In 1979 exposeerde hij bij de Galerie Fijnaut in Amsterdam.

## Privéleven
Na de oorlog in 1946 trouwde hij met Hanna Deppe, van Zwitserse nationaliteit. In 1947 werd hun dochter in Amsterdam geboren. In 1951 werd hun zoon geboren in Perpignan. 

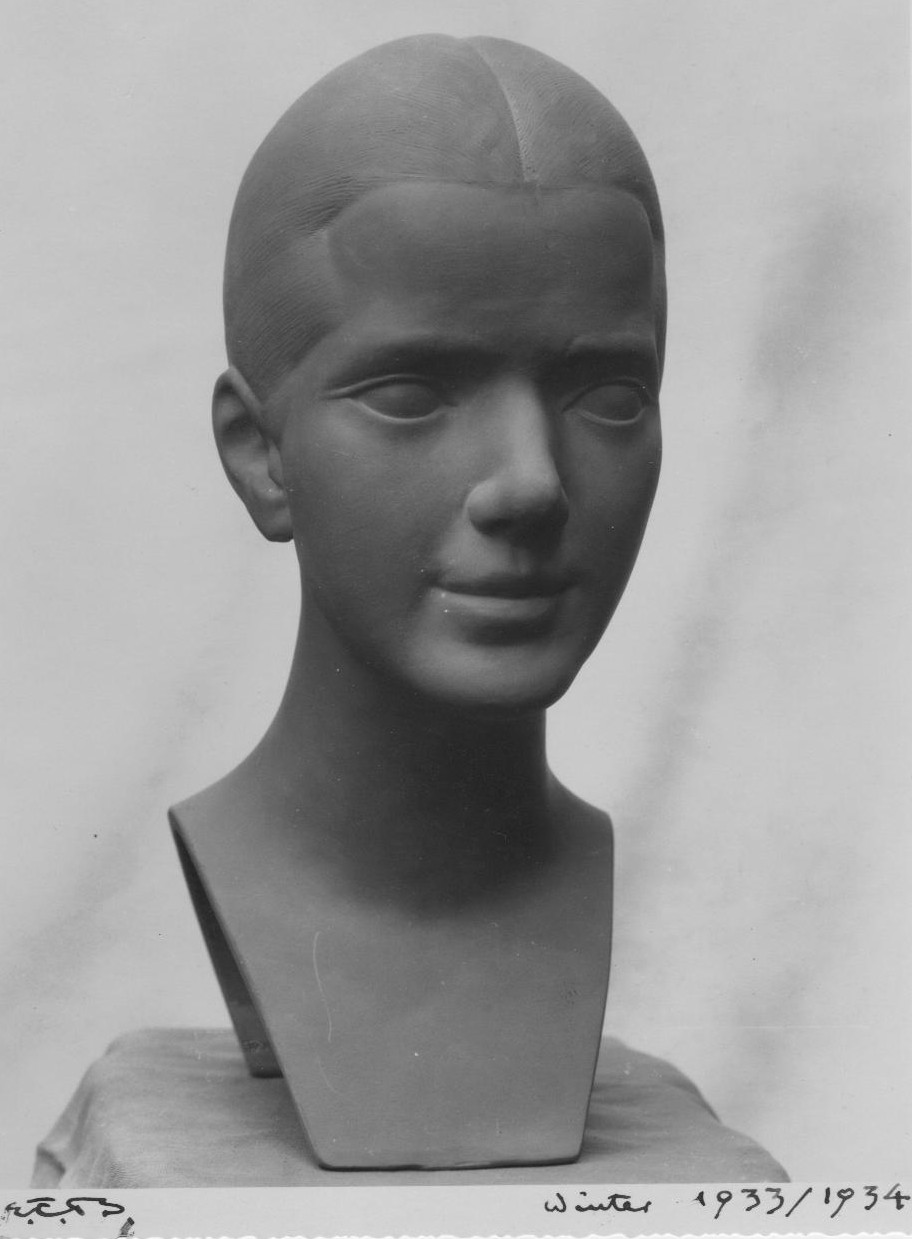
Bust of Hanna Deppe 1933 by Erwin Friedrich Baumann

Ondertussen, tijdens verschillende wandelingen in Albères Maritimes, ontdekte de schilder de verlaten Mas Rossignol. Hij verliet Port-Vendres met zijn gezin voor deze idyllische, maar afgelegen plaats. Hij woonde er tot zijn dood.
In september 1982 was Anne Muis overleden op de leeftijd van negenenzestig jaar, na een lange ziekte. Albert Muis exposeerde alleen nog in zijn atelier. Sterk beïnvloed door de dood van zijn vrouw werd zijn eigen gezondheid precair. Hij overleed op 24 september 1988, op de leeftijd van drieënzeventig jaar.

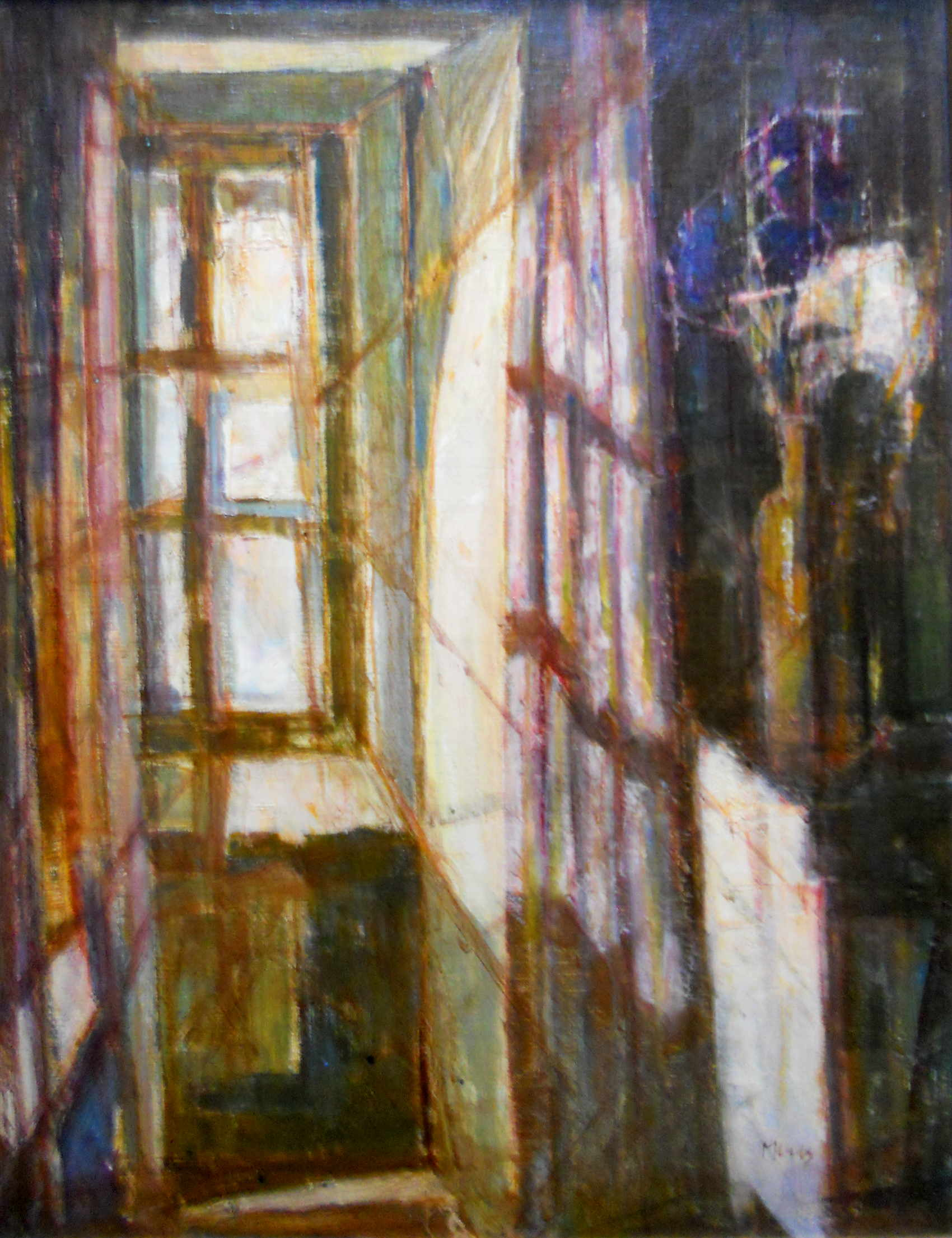
Fenêtre, Atelier Mas Rossignol, Argelès

## Werken
Fresco's
- Les Pleureuses (1948), Ingangshal van de Oosterbegraafplaats Amsterdam
- Arcadia/Rouwlandschap met palmen (1952), Aula Oosterbegraafplaats Amsterdam
- Waterflow (1955), Universiteit Groningen
- Thésée et le fil d'Ariane (1958), Sociale Academie Amsterdam
- Narcissus (1958), Spinoza Lyceum Amsterdam

Verschillende olieverfschilderijen
- Zittende dame in interieur
- Argèles sur Mer[3]
- Scène de plage (Strandscène)[4]

## Exposities
(selectie)
- 1937 Parijs, Fresco voor het Nederlands Paviljoen, Wereldtentoonstelling in Parijs
- 1940 Amsterdam, Expositie Galerie Robert, 20 mei
- 1945 Groningen, Groepstentoonstelling, Groningen
- 1948 Amsterdam, Exposition de groupe, Cercle d'Art, 24 januari
- 1948 Venetië, Biënnale van Venetië
- 1948 Amsterdam, Stedelijk Museum, Expériments de Peintres Muraux, Charles Roelofsz en Albert Muis
- 1948 Amsterdam, Tryptique mural, voor het Auditorium van de Oosterbegraafplaats
- 1949 Amsterdam, Expositie van Realisten, Buffa en Vondelparkpaviljoen , 1 juli
- 1954 Perpignan, Expositie Salle d'Arago, maart
- 1952 Amsterdam, Acardia, fresco voor het Auditorium van de Oosterbegraafplaats
- 1952 Amsterdam, Expositie Buring et Muis, Kunsthandel M. de Boer, april
- 1954 Amsterdam, Expositie Kunsthandel M. de Boer
- 1957 Parijs, Exposition Galerie Bruno Bassano, 5 maart
- 1958 Amsterdam, Narcisse et Tésée, deux fresques por la municipalité
- 1959 Port-Vendres, Expositie Hotel de Ville, april
- 1960 Parijs, Galerie Barbizon, december
- 1967 Laren, Expositie Kunstzaal Hamdorff, april
- 1970 Florence, Italië, Galerie Paolo Vaccerino
- 1970 Laren, Nederland, Expositie Harmdorffs Kunstzaal, 23 mei
- 1982-1988 Argelès-sur-Mer, Expositions privées au Mas Rossignol
- 1990 Perpignan, Rétrospective au Palais des Congrès
- 1991 Toronto, Canada, Rétrospective à l'Alliance française à Toronto
- 1991 Perpignan, Palais des Rois de Majorque, paysages d'Albert Muis et Eliane Muis
- 2000 Amsterdam, Retrospectief Auditorium Oosterbegraafplaats

## Belangrijkste artikelen in de pers
- 1940 Albert Muis deze oud-leerling van professor Campendonck exposeert Galerie Robert te Amsterdam, 21 mei
- 1940 'De aquarel « Amour de Marine » » en de tekening « Signal »en « Venus » tijdens de expositie bij de Galerie Robert', Algemeen Handelsblad, mei
- 1948 'Zeven schilders uit Amsterdam exposeren in de « Kunstkring »', Algemeen Dagblad, 24 januari
- 1948 'Romantisme in Amsterdam', Algemeen Dagblad, 24 januari
- 1948 Charles Roelofsz, 'Dodendienst door schilderkunst', Het Vrije Volk, Amsterdam
- 1949 J. M. Prange, 'Realisten exposeren', Het Parool, 1 juli
- 1950 Wandschilderingen in Amsterdam. Roelofsz, Lex Horn en Albert Muis schonken Amsterdam waardevol bezit, 16 september
- 1952 Bob Buys, 'Buring en Muis', Het Vrije Volk, 26 april
- 1953 'Muurschildering in Aula Oosterbegraafplaats', Algemeen Handelsblad, 10 januari
- 1954 Si nous devions choisir un « patron » pour cet art. Albert Muis expose à la Galerie de M. de Boer à Amsterdam
- 1954 Peintre hollandais expose à la Salle Arago à Perpignan, L'Indépendant, maart
- 1956 'Albert Muis, remporte un Prix en hollande', L'Indépendant, 9 november
- 1956 'Port-Vendres vu par Albert Muis', L'Indépendant, 9 april
- 1957 'Muis à la Galerie Bruno Bassano, Paris', Arts, 5 maart
- 1957 'Albert Muis', De Groene Amsterdammer, 1 juni
- 1958 Bob Buys, 'Een Nederlandse schilder aan de vermiljoenrode kust', Amsterdam, 1 maart
- 1959 R., 'Albert Muis peintre de la glèbe catalane', L'Indépendant, 20 april
- 1960 M. R. Schnir, 'Nos peintres à Paris', La dépeche de Midi, 3 januari
- 1960 'Tour des Expositions, Muis à la Galerie Barbizon Paris', Combat, 19 december
- 1960 'Albert Muis expose à Paris ses tableaux des Albères Maritimes', L'Indépendant, 6 december
- 1960 Raymond Hermann, 'Muis témoigne de ses oeuvres, La Croix, 16 december
- 1960 A. F., 'Muis: Abstraction + Naturalisme = Classicisme', Combat, 17 december
- 1967 Jan P. Koenraads, 'Albert Muis toont eigen kijk op de Schoonheid', Het Vrije Volk, 29 april
- 1970 G. van P., Albert Muis: subtiel colorist, Laarder Courant, 19 mei
- 1970 'Figuratief schilder Albert Muis', Laarder Courant, 22 mei
- 1970 Pieter B., 'Weldadig staartje van een Muis een absolute hoogvlieger', De Gooi- en Eemlander, 22 mei